# Cumuleno
Un cumuleno es un compuesto químico que contiene dos o más enlaces dobles acumulativos (consecutivos), por ejemplo, el butatrieno, también conocido simplemente como cumuleno, con fórmula H2C=C=C=CH2. A diferencia de los alcanos y la mayoría de alquenos, los cumulenos tienden a ser rígidos, lo que hace que sean de interés para la nanotecnología molecular. Otras cadenas de carbono rígidas son los poliinos. En el contexto de la astroquímica, los cumulenos se encuentran en las regiones del espacio donde el hidrógeno es raro.

Algunos ejemplos de alenos y cumulenos simples. De izquierda a derecha: propadieno (aleno), butatrieno (cumuleno), buta-1,2-dieno y penta-2,3-dieno.

Entre los cumulenos inorgánicos se encuentra el subóxido de carbono. Una clase importante de cumulenos orgánicos son las cetenas, que muestran características intermedias entre el CO2 y el aleno.

## Estructura
La rigidez de los cumulenos se debe al hecho de que los carbonos internos tienen dos enlaces dobles. Su hibridación sp da lugar a dos enlaces separados por 90°. Lo interesante es que los cumulenos con (1) un número par de enlaces dobles consecutivos y (2) distintos sustituyentes en cualquiera de los extremos pueden ser quirales a pesar de que carecen de un estereocentro clásico. Por ejemplo, el penta-2,3-dieno y el hexa-1,3,4-trieno son quirales. Por otra parte, los cumulenos con un número impar de enlaces dobles consecutivos y sustituyentes propios muestran isomería cis-trans.

## Reacciones
Las reacciones del cumuleno son aquellas de un único enlace doble. Aunque esta molécula cuenta con dos enlaces π muy próximos, en esencia actúan como enlaces dobles aislados. Esto se debe a que los dos enlaces π en el carbono central están formados por los orbitales p no hibridados. Como estos orbitales son perpendiculares entre sí y se ocupan el uno al otro los planos nodales, los dos enlaces están en esencia aislados.

## Cumulenos de metal de transición
El primer complejo descubierto con un ligando de vinilideno fue Ph2C2Fe2(CO)8, derivado de la reacción entre la difenilcetena y el pentacarbonilo de hierro (Fe(CO)5) Estructuralmente, esta molécula se parece al nonacarbonilo de dihierro (Fe2(CO)9), donde un ligando μ-CO es reemplazado por 1,1-difenilvinilideno, Ph2C2. El primer complejo de vinilideno monometálico fue (C5H5)Mo(P(C6H5)3)(CO)2[C=C(CN)2]Cl.